# Przynawek retman
Przynawek retman (Naucrates ductor), powszechnie nazywany pilotem lub rybą pilotem – gatunek morskiej ryby z rodziny ostrobokowatych (Carangidae), jedyny przedstawiciel rodzaju Naucrates. Poławiana na niewielką skalę gospodarczo i w wędkarstwie, prezentowana w akwariach publicznych.

## Zasięg występowania
Wody oceaniczne strefy tropikalnej i subtropikalnej, w zachodnim i wschodnim Oceanie Atlantyckim, we wschodnim Oceanie Spokojnym i w całym Oceanie Indyjskim.

## Charakterystyka
Ciało pilota ma cechy typowe dla dobrych pływaków. Wydłużone, lekko bocznie spłaszczone, z silnym ogonem zakończonym dużą, ostro wciętą płetwą. Osiąga długość przeciętnie ok. 40, maksymalnie do 70 cm. Ubarwienie zwykle niebieskoszare z pionowymi, 5–7 ciemnoniebieskimi lub fioletowymi pasami. Mały otwór gębowy jest uzbrojony w drobne zęby. 

## Tryb życia
Naucrates ductor zawdzięcza swoją nazwę ryby pilota skłonności do towarzyszenia (pilotowania) okrętom, dużym morskim ssakom lub rybom, zwłaszcza rekinom. Przypuszczalnie piloty żywią się pasożytami żyjącymi na skórze rekinów, co tłumaczyłoby fakt, że rekiny nie pożerają ryb pilotów, choć żywią się innymi rybami podobnej wielkości. Inną formą komensalizmu jest możliwość zjadania resztek pokarmowych dużego zwierzęcia. Piloty zjadają również mniejsze ryby i bezkręgowce wodne.
Tarło pilotów odbywa się w wodach pelagialnych. Larwy i narybek różnią się wyglądem od osobników dorosłych.